# Ковер-нот
Ковернот, ковер-нота (англ. cover note — страховий документ, від cover — «прикриття, захист, страхування» і note — «записка, замітка») — документ, що посвідчує страхування та видається страховиком (страховим агентом, страховим брокером) страхувальнику як підтвердження укладення договору страхування чи виконання страховиком інструкцій по страхуванню страхувальника.
У коверноті вказуються умови страхування, тарифна ставка, список страховиків. Страховик не несе юридичної відповідальності за коверноту, видану страховим брокером. Ковернот підлягає заміні на страховий поліс. Ковернот застосовується також у перестрахуванні, де може мати для всіх сторін силу юридичного документа замість перестрахувального сліпа.